# Mattie Franklin
Martha "Mattie" Franklin è un personaggio dei fumetti statunitensi pubblicati da Marvel Comics. Creata da John Byrne e Rafael Kayanan nel 1998, è la terza supereroina a portare il nome di Donna Ragno.
Il personaggio si intravide nell'ombra per la prima volta in Spectacular Spider-Man n. 262 (ottobre 1998), per poi esordire in Amazing Spider-Man (vol. 1) n. 441 (novembre 1998), in cui sono narrate le sue origini. Viene chiamata Donna Ragno per la prima volta in Amazing Spider-Man (vol. 2) n. 5 (maggio 1999).

## Biografia del personaggio
Mattie Franklin ottenne i suoi poteri quando prese il posto di suo padre durante un rito mistico svoltosi nel corso di una Riunione dei Cinque. Mattie usò il suo potere per sostituire il suo eroe preferito, l'Uomo Ragno, poi per sconfiggere la Charlotte Witter che aveva assorbito il suo potere e quello delle altre due Jessica Drew e Julia Carpenter.
Per un breve periodo si godé la sua vita da eroina al fianco di personaggi come Capitan America, l'Uomo Ragno e Devil. Nello stesso periodo si scontrò con criminali come: le criminali Pelle e Ossa, dei robot dell'A.I.M. e molti altri.
Inoltre venne adottata da J. Jonah Jameson, vecchio amico del padre di Mattie che decise di adottarla per rispetto all'amico scomparso, di cui ignorava la dipartita. In seguito il suo ragazzo la rapì per produrre la droga chiamata O.C.M., finché non venne liberata da Jessica Drew e da Jessica Jones. Mattie andò in terapia per il sopruso che dovette subire.
In Tetra caccia, Mattie viene catturata da Ana Kravinoff. Tenuta prigioniera assieme a Madame Web, viene uccisa da Sasha Kravinoff, moglie di Kraven il cacciatore, durante un rito sacrificale atto a permettere a Vladimir Kravinoff di tornare in vita sotto forma di un grosso leone umanoide.

## Poteri e abilità
È in possesso di forza e resistenza sovrumana, senso di ragno, telepatia e ragnatele psichiche, può volare e aderire alle pareti.

## Altri media
- Mattie Franklin compare nel film d'animazione Spider-Man: Across the Spider-Verse (2023): qui fa parte della Spider-Society di Miguel O'Hara.
- Mattie Franklin compare come una delle protagoniste nel quarto film del Sony's Spider-Man Universe Madame Web (2024), interpretata da Celeste O'Connor. In questa versione del personaggio è una ragazza adolescente benestante ma ribelle e testarda che si è allontanata dai suoi genitori. Dopo essere stata presa di mira da un misterioso nemico chiamato Ezekiel Sims, le cui visioni profetiche lo portano a credere che lei potrebbe ucciderlo in futuro, Mattie viene salvata da Cassandra "Cassie" Webb, che alla fine la addestra a diventare una supereroina, nota come Spider-Woman, insieme alle sue compagne (Julia Cornwall e Anya Corazon).